# Marlon Santos da Silva Barbosa
Marlon Santos da Silva Barbosa, més conegut com a Marlon Santos, (Duque de Caxias, 7 de setembre de 1995) és un futbolista brasiler que juga com a defensa central pel Fluminense FC, cedit pel FC Xakhtar Donetsk.
Va arribar al FC Barcelona B el 2016, cedit pel Fluminense FC.
El 30 de juliol de 2016 va debutar amb el primer equip del Barça, a les ordres de Luis Enrique Martínez, en un partit amistós de pretemporada contra el Celtic de Glasgow, que va acabar en victòria blaugrana per 1-3.
El juny de 2017 el Barça va exercir la clàusula del seu contracte que li permetia retenir el jugador, amb contracte per tres temporades. El 29 d'agost de 2017 es va acordar amb l'OGC Nice un contracte de cessió per dos anys, amb possibilitat per al Barça de recuperar el jugador al final de la primera temporada.

## Palmarès
Fluminense
- Primeira Liga: 2016